# Lou Bega
Lou Bega, właśc. David Lubega (ur. 13 kwietnia 1975 w Monachium) – niemiecki piosenkarz pochodzenia włosko-ugandyjskiego. Laureat ECHO Award i nominowany do nagrody Grammy.

## Życiorys
Jego matka pochodzi z Sycylii, a ojciec – z Ugandy. Pierwsze lata dzieciństwa spędził we Włoszech pod opieką matki. W wieku sześciu lat przeprowadził się z rodziną do Monachium, gdzie jego ojciec studiował na Uniwersytecie Ludwika i Maksymiliana.
Mając 13 lat, założył wraz z dwoma kolegami zespół hip-hopowy, z którym dwa lata później wydał pierwszy album. Za zarobione pieniądze wyjechał do Miami, gdzie poznał rytmy mambo i muzykę latynoamerykańską.
Powróciwszy do kraju, w 1999 wydał debiutancki solowy album studyjny pt. A Little Bit of Mambo, z którego pochodzi przebój „Mambo No. 5”, a także single „1 + 1 = 2”, „I Got a Girl” i „Tricky”. W 2001 wydał drugi album pt. Ladies and Gentlemen, który promował singlem „Baby Keep Smiling” nagranym z Compay Segundo.
W 2005 wydał album Lounatic. W 2010 wydał album pt. Free Again.
Wystąpił w grze komputerowej Tropico.

## Dyskografia
Albumy studyjne
- A Little Bit of Mambo (1999)
- Ladies and Gentlemen (2001)
- Lounatic (2005)
- Free Again (2010)
- A Little Bit of 80’s (2013)
- 90s Cruiser (2021)